# ادواردو گونزالس والینو
ادواردو گونزالس والینو (اسپانیایی: Eduardo González Valiño‎؛ ۱۴ آوریل ۱۹۱۱ – ۲۱ اکتبر ۱۹۷۹) یک بازیکن فوتبال اهل اسپانیا بود.
وی همچنین در تیم ملی فوتبال اسپانیا بازی کرده است.